# فياتشيسلاف كراسيلنيكوف
فياتشيسلاف بوريس كراسيلنيكوف (بالروسية: Вячеслав Борисович Красильников ؛ من مواليد 28 أبريل 1991) هو لاعب كرة طائرة شاطئية روسي، احتل كراسيلنيكوف المركز الخامس في بطولة العالم للشباب لعام 2009 في ألانيا مع أرتيوم كوتشرينكو. في عام 2012 ، لعب أول بطولة كبرى له في الجولة العالمية مع رسلان بيكانوف في موسكو. شارك في دورة الألعاب الأولمبية الصيفية 2016 في ريو دي جانيرو، في بطولة الكرة الطائرة الشاطئية للرجال. هناك ، اقترن كراسيلنيكوف مع كونستانتين سيمينوف، واحتل المركز الرابع. مع أوليغ ستويانوفسكي ، فاز بالميدالية الذهبية للرجال في بطولة العالم للكرة الطائرة الشاطئية لعام 2019

## الإنجازات الرياضية

### بطولة العالم للكرة الطائرة الشاطئية للاتحاد الدولي للكرة الطائرة
- 2017  مع نيكيتا لامين
- 2019  مع أوليغ ستويانوفسكي

### البطولات الأوروبية للكرة الطائرة الشاطئية
- 2016  مع كونستانتين سيمينوف
- 2020  مع أوليغ ستويانوفسكي

### البطولات الوطنية
- 2013  بطولة روسية مع رسلان بيكانوف
- 2015  بطولة روسية مع رسلان بيكانوف
- 2018  بطولة روسية مع نيكيتا لامين
- 2020  بطولة روسية ، مع أوليغ ستويانوفسكي

### أحداث كأس العالم
- 2017  لاهاي ، جزيرة كيش (مع نيكيتا ليامين)
- 2019  نهائيات لاهاي ، شيامن ، جولة حول العالم (مع أوليغ ستويانوفسكي)